# Lörrach
Lörrach – miasto powiatowe w Niemczech, w kraju związkowym Badenia-Wirtembergia, w rejencji Fryburg, w regionie Hochrhein-Bodensee, siedziba powiatu Lörrach (od 1 kwietnia 1956), oraz wspólnoty administracyjnej Lörrach. Leży nad rzeką Wiese, przy autostradzie A98 i granicy ze Szwajcarią.
W mieście znajduje się stacja kolejowa Lörrach.
W mieście rozwinął się przemysł maszynowy, włókienniczy oraz spożywczy.

## Współpraca

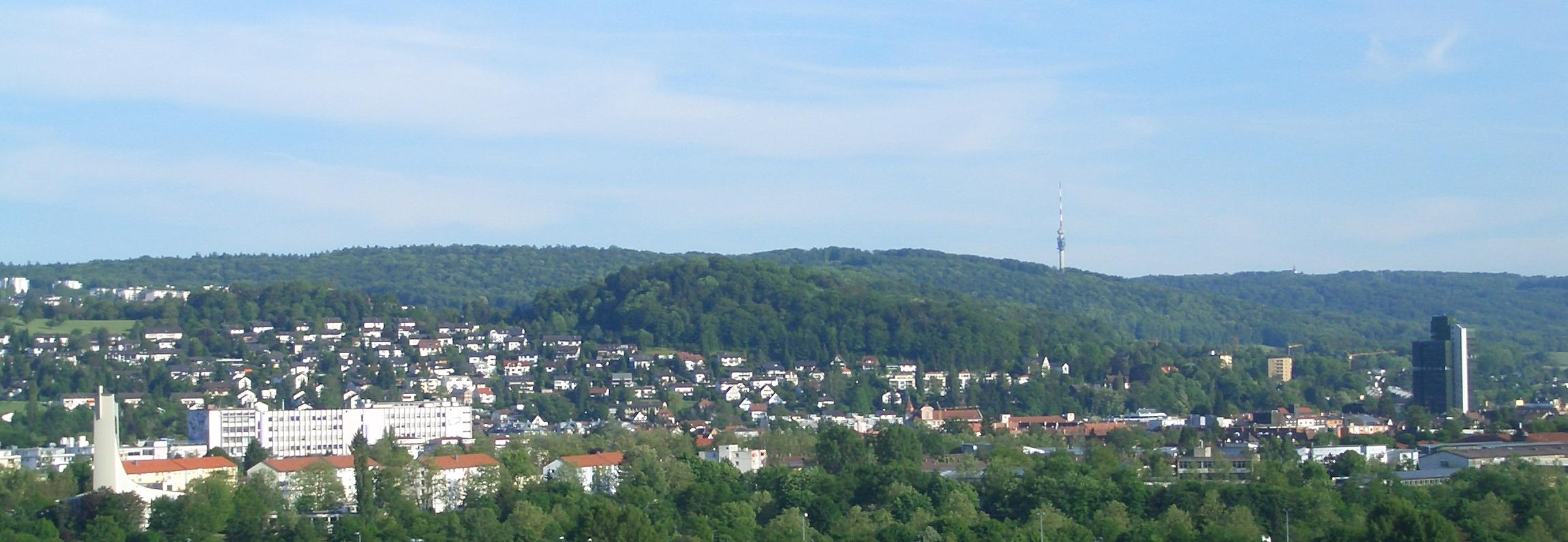
Panorama Lörrach

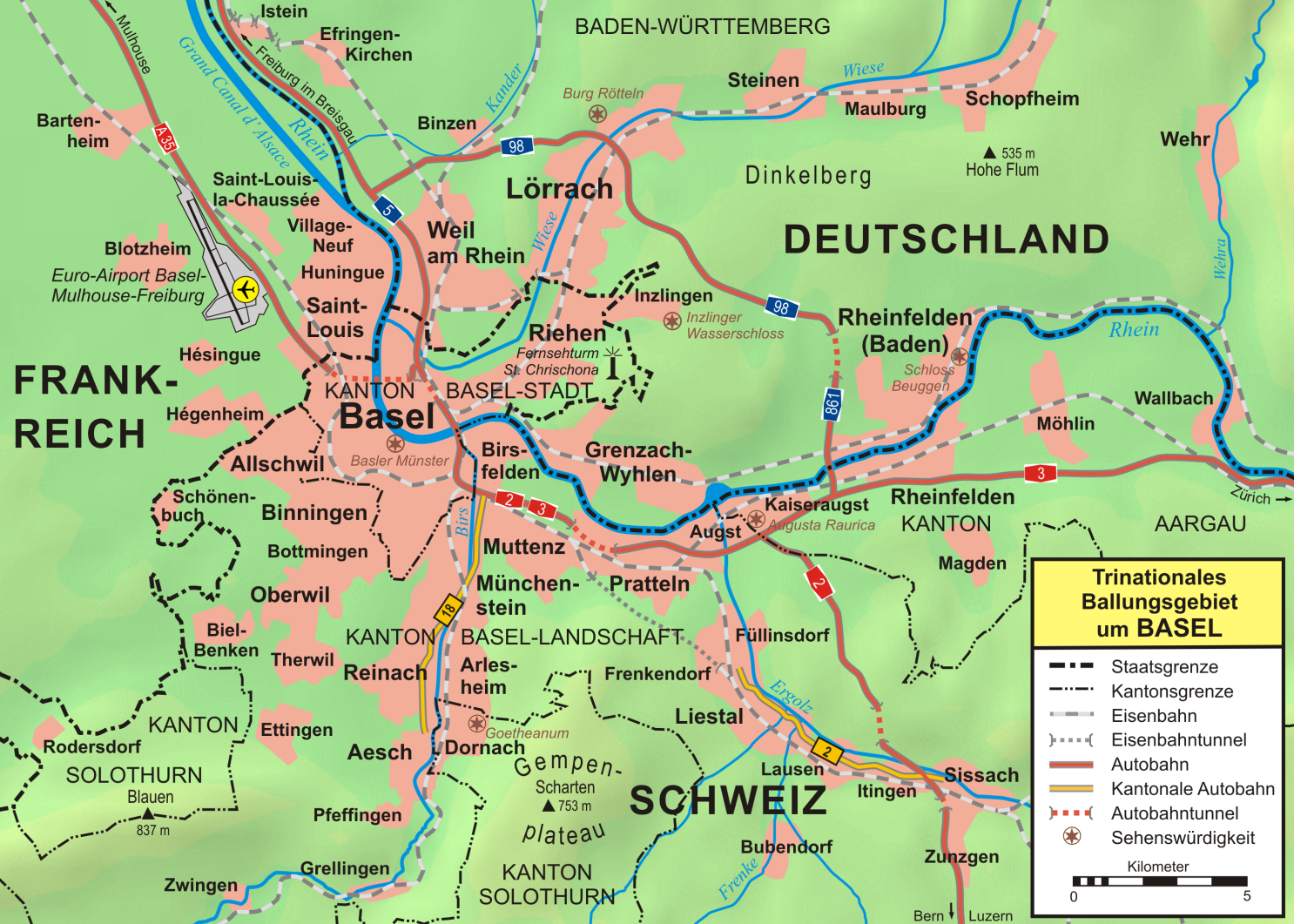
Mapa Lörrach i okolic

Miejscowości partnerskie:
- Chester
- Edirne
- Meerane
- Senigallia
- Sens
- Wyszogród